# Laurent Véronnez
Laurent Véronnez (umetniško ime Airwave), belgijski trance producent in DJ, * 10. december, 1977, Bruselj, Belgija.
Ustvaril je več kot 500 skladb pod več kot 35 različnimi psevdonimi.

## Diskografija

### Albumi (kot Airwave)
- Believe (2002)
- I Want To Believe (2004)
- Trilogique (2005)
- Touareg (2008)